# 三度笠

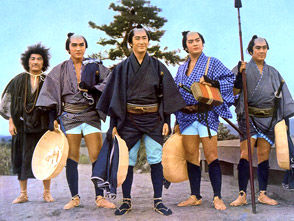
手に携えた三度笠

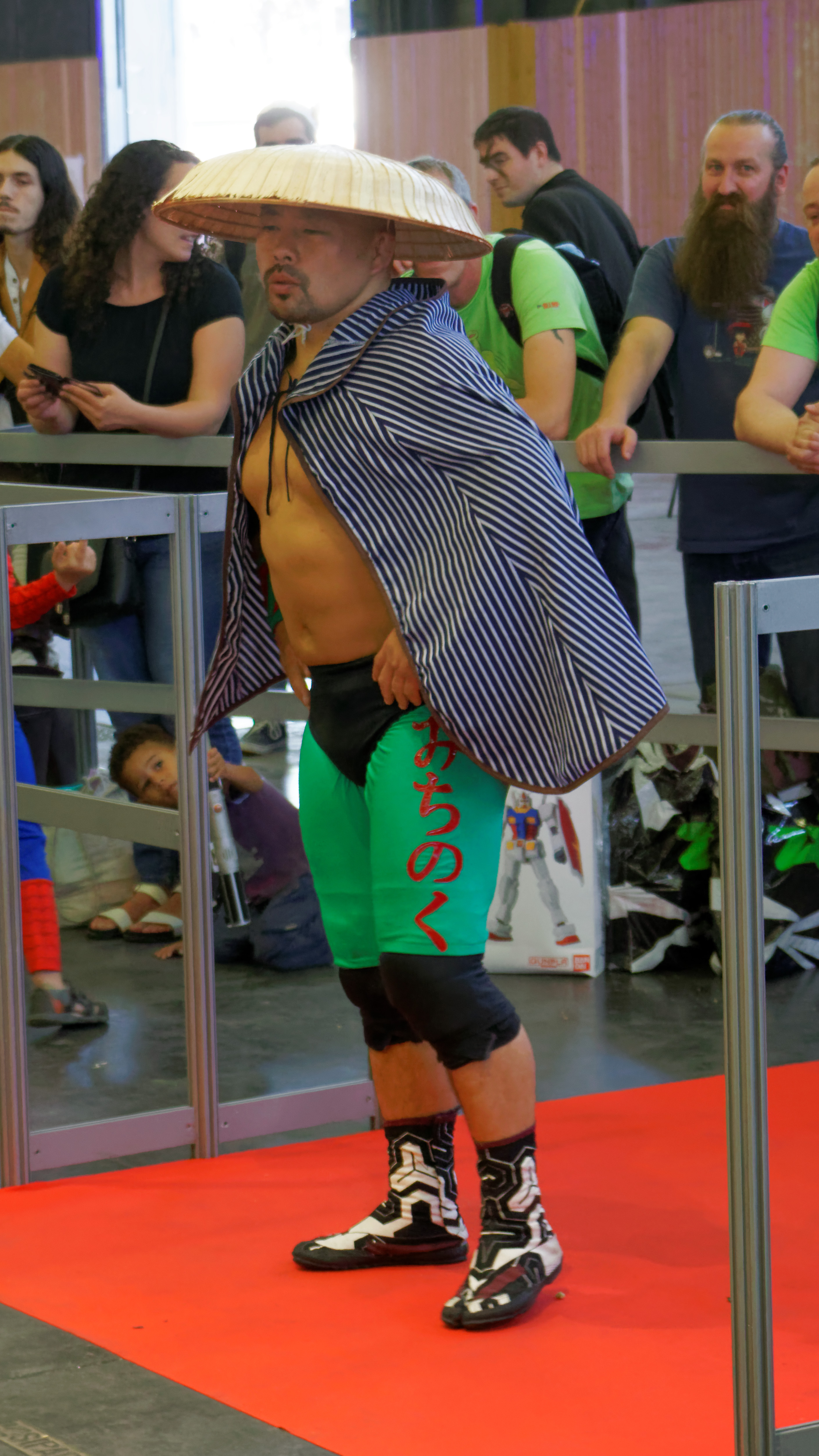
渡世人を演じるレスラー

三度笠（さんどがさ）は、竹の皮や菅を編んで作られた笠の一つで、深く顔を覆う形状のもの。文献によっては三度の笠とも。

## 概要
股旅ものなどの時代劇で渡世人が被っている印象が強いが、もとは江戸、京都、大坂の三ヶ所を巡る毎月三度8のつく日に出発させていた飛脚（定飛脚）のことを三度飛脚と呼び、彼らが身に着けていた事からその名が付いた。
女性用として寛延、宝暦頃まで用いられた。
初めて製されたのは貞享年間であり、俗に「大深」と称せられたほどの深さの女笠であった。
その深さについて「守貞謾稿」は「誤つて落馬することある時面部を疵せざる備へか」といい、本来は女性用であった事から顔を隠す程度の深さになったともいう。
女性用は紐を後ろの方で輪にして髷の下にかけ、頤の下で結んだが、文化頃には既に女性用として用いられなかった（「塵塚咄」）。女性用の笠は妻折笠（つまおりがさ）とも呼ばれる。
「守貞謾稿」には「文化以前は旅商専らこれを用ゆ、文化以来は雷盆（すり鉢）形の菅笠を用ゆ、飛脚宰領は今も三度笠を用ゆ」という。
この様に女笠から男笠に移り、また別に三度飛脚の常用とされた。
頂の部分が平らな笠は饅頭笠と呼ばれた。